# Tape Five
I Tape Five sono un progetto musicale multiculturale fondato dal cantautore e produttore Martin Strathausen nel 2003.
Si ispirano allo stile Swing, Electro swing, Nu jazz, Latino, Lounge, Dub, Trip hop, Chillout.

## Media e Live
- Intervista al WDR5 2006-2012
- Intervista al Jazz on the Rocks, British Columbia, 2012
- Special Radio Berlin Brandenburg, RBB
- "Bad Boy Goodman" in Rai Uno, Italia 2011
- "Senorita Bonita" nella serie tv "Viver a Vida", Brasile, 2010
- Live in Sud Club, Basel, Schweiz 2011
- Live in Utcazene Festival, Ungarn, 2011
- Live in Kaliningrad City Jazz Festival, Russland, 2012
- Esibizione al Werbespot für Coach Fashion, New York, 2011
- Spot pubblicitario per Pantene Pro, Hong Kong, 2009
- "Dixie Biscuit" al Dansens Dag in Danimarca, 2013
- "Year of Germany in Brazil 2013“
- 7th Seoul Jazz Festival, Südkorea, 2013
- Moscow Stage Theatre, 2014
- Apparizione al US-Show "So you think you can dance", Settembre 2014
- Philharmonie Essen, Settembre 2014

## Discografia

### Album
- 2003: Avenue du Gare (Vinyl), DigDis
- 2006: Swingfood Mood, Europäische Version, DigDis
- 2007: Swingfood Mood, Japan Edition, Rambling Records
- 2007: Swingfood Mood, US Edition, Watermusic Records
- 2007: Bossa for a Coup, ChinChin Records
- 2007: Bossa for a Coup, US Edition, Watermusic Records
- 2008: Swingfood Mood 2nd edition, DigDis
- 2010: Tonight Josephine!, ChinChin Records, Magic Records und Rambling Records
- 2012: Swing Patrol, ChinChin Records und Rambling Records
- 2014: Bossa for a Coup - Reloaded, Chinchin Records
- 2015: Circus Maximus, Chinchin Records (Veröffentlichung 24. April 2015)

### Singoli
- 2010: Aerophon Maxi
- 2010: Tequila / Tintarella di Luna
- 2013: Geraldines
- 2014: Gipsy VIP